# Kalikatir
Kalikatir is een bestuurslaag in het regentschap Mojokerto van de provincie Oost-Java, Indonesië. Kalikatir telt 1451 inwoners (volkstelling 2010).